# Ladoix-Serrigny
Ladoix-Serrigny là một xã trong tỉnh Côte-d'Or, thuộc vùng Bourgogne-Franche-Comté của nước Pháp, có dân số là 1710 người (thời điểm 2004). Ladoix-Serrigny là một nơi trồng nho nổi tiếng.

## Nhân khẩu học
| 1962  | 1968  | 1975  | 1982  | 1990  | 1999  |
| ----- | ----- | ----- | ----- | ----- | ----- |
| 1.012 | 1.106 | 1.139 | 1.311 | 1.549 | 1.618 |